# Jonas Sandqvist
Jonas Fredrik Sandqvist (Eslöv, 6 maggio 1981) è un ex calciatore svedese, di ruolo portiere.

## Carriera

### Club
Sandqvist iniziò la carriera nel Lunds BK ed in seguito nel Landskrona BoIS. Si trasferì in seguito al Malmö, difendendone i pali fino al 2009. Proprio in quest'ultima stagione, però, annunciò di voler lasciare il club a parametro zero. Il Malmö ingaggiò allora Johan Dahlin come nuovo portiere titolare e Sandqvist diventò il secondo.
Firmò così per l'Atromītos ed il contratto sarebbe stato valido dal 1º gennaio 2010. Anche qui, però, non fu la prima scelta per il ruolo di estremo difensore. Fu svincolato a fine anno.
Dopo aver sostenuto un provino per il Middlesbrough, Sandqvist firmò per lo Aalesund. Esordì in squadra il 1º maggio 2011, difendendo i pali della porta del club nella vittoria per 8-0 sullo Stranda. A gennaio 2012, tornò in patria, per militare nell'Örebro: al primo anno con i bianconeri gioca 16 partite, mentre nel corso del secondo non colleziona presenze in campionato.
Nel marzo 2014, da svincolato, firma con gli islandesi del Keflavík. Un anno dopo, sempre a parametro zero, si accasa al Landskrona BoIS appena retrocesso in Division 1.

#### Asker
Il 15 gennaio 2016, l'Asker ha comunicato sul proprio sito internet d'aver ingaggiato Sandqvist. Al termine dell'annata si è ritirato dall'attività agonistica.

### Nazionale
Partecipò al campionato europeo Under-21 2004 con la sua Nazionale. Il 26 gennaio 2005 debuttò anche nella Nazionale maggiore, nel pareggio per 0-0 contro il Messico.

## Statistiche

### Presenze e reti nei club
Statistiche aggiornate al 28 aprile 2017.
| Stagione               | Club                   | Campionato             | Campionato | Campionato | Coppe nazionali | Coppe nazionali | Coppe nazionali | Coppe continentali | Coppe continentali | Coppe continentali | Supercoppe | Supercoppe | Supercoppe | Totale | Totale |
| Stagione               | Club                   | Comp                   | Pres       | Reti       | Comp            | Pres            | Reti            | Comp               | Pres               | Reti               | Comp       | Pres       | Reti       | Pres   | Reti   |
| ---------------------- | ---------------------- | ---------------------- | ---------- | ---------- | --------------- | --------------- | --------------- | ------------------ | ------------------ | ------------------ | ---------- | ---------- | ---------- | ------ | ------ |
| 1997                   | Lund                   | D2                     | ?          | -?         | CS              | ?               | -?              | -                  | -                  | -                  | -          | -          | -          | ?      | -?     |
| 1998                   | Landskrona BoIS        | D1                     | ?          | -?         | CS              | ?               | -?              | -                  | -                  | -                  | -          | -          | -          | ?      | -?     |
| 1999                   | Landskrona BoIS        | D1                     | ?          | -?         | CS              | ?               | -?              | -                  | -                  | -                  | -          | -          | -          | ?      | -?     |
| 2000                   | Landskrona BoIS        | D1                     | ?          | -?         | CS              | ?               | -?              | -                  | -                  | -                  | -          | -          | -          | ?      | -?     |
| 2001                   | Landskrona BoIS        | D1                     | ?          | -?         | CS              | ?               | -?              | -                  | -                  | -                  | -          | -          | -          | ?      | -?     |
| 2002                   | Landskrona BoIS        | A                      | ?          | -?         | CS              | ?               | -?              | -                  | -                  | -                  | -          | -          | -          | ?      | -?     |
| 2003                   | Landskrona BoIS        | A                      | 8          | -?         | CS              | ?               | -?              | -                  | -                  | -                  | -          | -          | -          | 8+     | -?     |
| 2004                   | Landskrona BoIS        | A                      | 26         | -?         | CS              | ?               | -?              | -                  | -                  | -                  | -          | -          | -          | 26+    | -?     |
| 2005                   | Landskrona BoIS        | A                      | 23         | -?         | CS              | ?               | -?              | -                  | -                  | -                  | -          | -          | -          | 23+    | -?     |
| 2006                   | Malmö FF               | A                      | 17         | -?         | CS              | ?               | -?              | -                  | -                  | -                  | -          | -          | -          | 17+    | -?     |
| 2007                   | Malmö FF               | A                      | 25         | -26        | CS              | ?               | -?              | -                  | -                  | -                  | -          | -          | -          | 25+    | -?     |
| 2008                   | Malmö FF               | A                      | 22         | -31        | CS              | ?               | -?              | -                  | -                  | -                  | -          | -          | -          | 22+    | -?     |
| 2009                   | Malmö FF               | A                      | 13         | -11        | CS              | ?               | -?              | -                  | -                  | -                  | -          | -          | -          | 22+    | -?     |
| Totale Malmö FF        | Totale Malmö FF        | Totale Malmö FF        | 77         | -?         |                 | ?               | -?              |                    | -                  | -                  |            | -          | -          | 77+    | -?     |
| 2010-mar. 2011         | Atromītos              | SL                     | 1          | -2         | CG              | ?               | -?              | -                  | -                  | -                  | -          | -          | -          | 1+     | -?     |
| 2011                   | Aalesund               | ES                     | 0          | 0          | CN              | 1               | 0               | UEL                | 2                  | -1                 | -          | -          | -          | 3      | -1     |
| 2012                   | Örebro                 | A                      | 16         | -28        | CS              | 0               | 0               | -                  | -                  | -                  | -          | -          | -          | 16     | -28    |
| 2014                   | Keflavík               | UD                     | 19         | -27        | CI+CdL          | 3+4             | -10             | -                  | -                  | -                  | -          | -          | -          | 26     | -37    |
| 2015                   | Landskrona BoIS        | D1                     | 25         | -27        | CS              | 3               | -6              | -                  | -                  | -                  | -          | -          | -          | 28     | -33    |
| Totale Landskrona BoIS | Totale Landskrona BoIS | Totale Landskrona BoIS | 82+        | -?         |                 | 3+              | -?              |                    | -                  | -                  |            | -          | -          | 85+    | -?     |
| 2016                   | Asker                  | 2D                     | 22         | -?         | CN              | 0               | 0               | -                  | -                  | -                  | -          | -          | -          | 22     | -?     |
| Totale                 | Totale                 | Totale                 | 217+       | -?         |                 | 11+             | -?              |                    | 2                  | -1                 |            | -          | -          | 230+   | -?     |

### Cronologia presenze e reti in Nazionale
| Cronologia completa delle presenze e delle reti in nazionale ― Svezia | Cronologia completa delle presenze e delle reti in nazionale ― Svezia | Cronologia completa delle presenze e delle reti in nazionale ― Svezia | Cronologia completa delle presenze e delle reti in nazionale ― Svezia | Cronologia completa delle presenze e delle reti in nazionale ― Svezia | Cronologia completa delle presenze e delle reti in nazionale ― Svezia | Cronologia completa delle presenze e delle reti in nazionale ― Svezia | Cronologia completa delle presenze e delle reti in nazionale ― Svezia |
| Data                                                                  | Città                                                                 | In casa                                                               | Risultato                                                             | Ospiti                                                                | Competizione                                                          | Reti                                                                  | Note                                                                  |
| --------------------------------------------------------------------- | --------------------------------------------------------------------- | --------------------------------------------------------------------- | --------------------------------------------------------------------- | --------------------------------------------------------------------- | --------------------------------------------------------------------- | --------------------------------------------------------------------- | --------------------------------------------------------------------- |
| 26/01/2005                                                            | San Diego                                                             | Messico                                                               | 0 – 0                                                                 | Svezia                                                                | Amichevole                                                            | -0                                                                    |                                                                       |
| Totale                                                                |                                                                       | Presenze                                                              | 1                                                                     |                                                                       | Reti                                                                  | -0                                                                    |                                                                       |

## Palmarès

### Club

#### Competizioni nazionali
- Coppa di Norvegia: 1

Aalesunds: 2011